# Eois leprosa
Eois leprosa är en fjärilsart som beskrevs av Felder 1875. Eois leprosa ingår i släktet Eois och familjen mätare. Inga underarter finns listade i Catalogue of Life.